# 道格拉斯火山

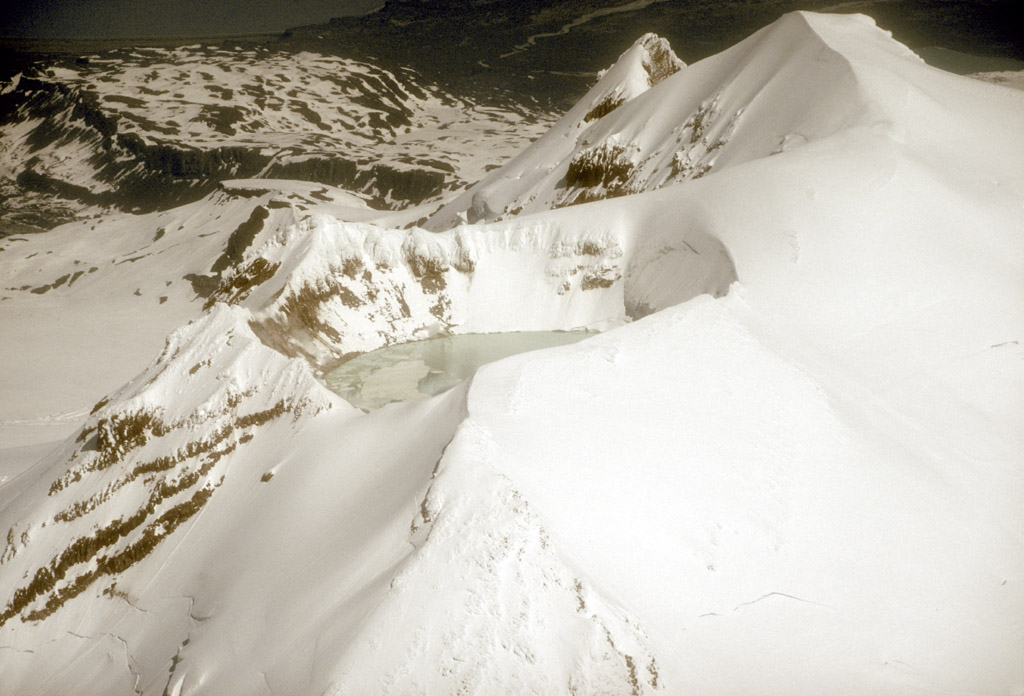

道格拉斯火山是美國的火山，位於卡特邁國家公園和自然保護區，由阿拉斯加州負責管轄，屬於阿留申山脈的一部分，海拔高度2,140米。

## 外部連結
- Volcanoes of the Alaska Peninsula and Aleutian Islands-Selected Photographs （页面存档备份，存于）
- Mt. Douglas - Alaska Volcano Observatory （页面存档备份，存于）